# Shaydie
Shaydie (Rotterdam, 11 september 1973), pseudoniem van Saskia de Geus, is een Nederlandse zangeres en danseres. Ze is bekend geworden als de zangeres van de happy hardcore-hits van DJ Paul Elstak. Ze was het boegbeeld in de videoclips van de vier grootste hits van Elstak: Luv U More, Rainbow in the Sky, Don't Leave Me Alone en The Promised Land.

## Geschiedenis

### De aanloop
Al jong stond Shaydie op het podium met haar eerste grote passie: klassiek ballet. Ook volgt ze regelmatig danscompetities. Naast haar studie aan de HEAO ontwikkelt ze zich als entertainer tijdens de weekenden. Ze werkt samen met verschillende organisaties en artiesten waaronder Blitz, Cats International, Forze dj-team en wordt veel gevraagd voor verschillende projecten zoals Usha, Johnny Kelvin, Paul Elstak, en Talk of the Town.
In het voorjaar van 1995 begint de happy hardcore-muziek steeds populairder te worden. Paul Elstak, die op dat moment zelf een top 10-hit scoort met Life Is Like A Dance, is van plan een groep te formeren met een zangeres, rapper en met danseressen. Samen met Shaydie vormt het productiekwartet Paul Elstak, Koen Groeneveld, Addy van der Zwan en Jan Voermans deze groep.

### De hits

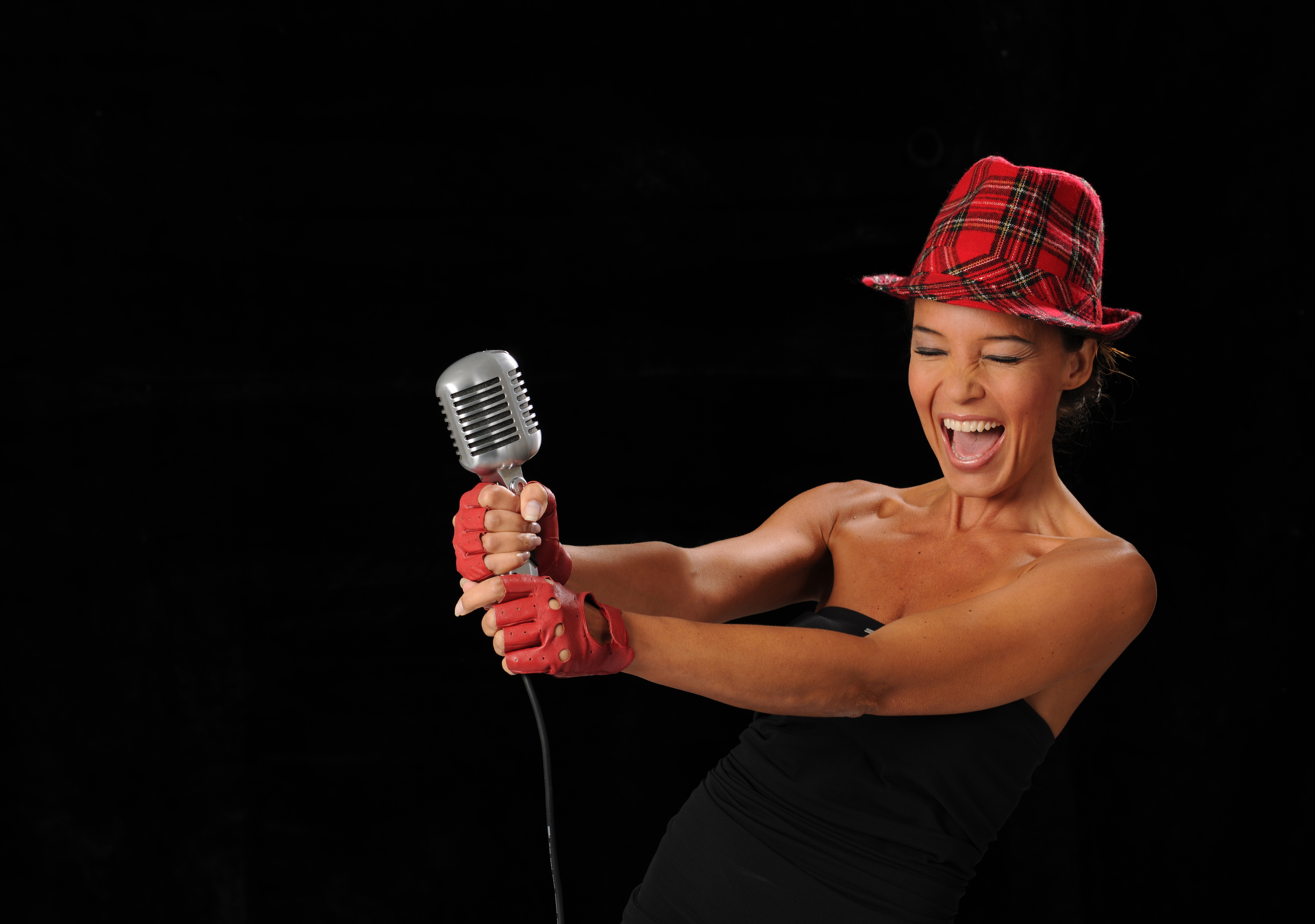

In juni 1995 werd de eerste DJ Paul Elstak-single met Shaydie uitgebracht: Luv U More. Het werd een grote hit, met een nummer 2-notering in de Nederlandse Top 40. De videoclip bij dit nummer (en bij de volgende hits) werd gemaakt door Maurice Steenbergen, de maker van de grote gabberhit Poing!. Er was slechts budget voor een heel eenvoudige clip, die hoofdzakelijk bestond uit beelden van optredens. In de clip is Shaydie onder andere te zien in het legendarische shirtje met de opdruk Sex Target. Voor de Duitse markt werd er een nieuwe clip opgenomen, gefilmd in zwart-wit. Hierin moet Paul Shaydie redden uit de handen van aliens in een ruimteschip. 
Ook de opvolger Rainbow in the Sky wordt succesvol met een nummer 3-notering. In deze clip zitten beelden van optredens, studiobeelden en verder vrij geavanceerde special effects voor die tijd. Intussen stromen de aanvragen voor optredens in discotheken binnen. De groep treedt meerdere keren per week op en behoort tot de populairste en meeste geboekte acts in Nederland van dat moment.
De opvolger van Rainbow in the Sky is Don't Leave Me Alone en behaalt de tweede plaats in de Nederlandse top 40. De videoclip speelt zich af op een kerkhof met zombies waarbij Shaydie en Paul het gevecht aangaan met de zombies.
In maart 1996 komt The Promised Land op de markt. Dit nummer komt tot nummer 3. De videoclip was op dat moment de duurste videoclip van een Nederlandse artiest ooit. Het budget van 500.000 gulden wordt mede-gefinancierd door sponsor Pepsi. In de ruim acht minuten durende clip is Shaydie als buitenaards wezen in een latex pak te zien, dat landt uit een UFO om iedereen op aarde naar "The Promised Land" te leiden.
Later bleek, volgens het boek 'De Gabberstory: DJ Paul & DJ Rob van Paul van Gageldonk, dat bij de singles Luv U More en Rainbow in the Sky niet de stem van Shaydie is gebruikt, maar dat deze nummers waren ingezongen door Ingrid Simons (Ebonique). Paul Elstak bevestigde dit desgevraagd op zijn website.

### Na de hits
Na de single The Promised Land nam Shaydie afscheid van de band. De officiële reden luidde dat ze de optredens niet meer met haar studie kon combineren.
Na het vertrek van Shaydie was DJ Paul Elstak niet meer zo succesvol als voorheen. Terwijl elke single met Shaydie minstens de nummer 3 in de Top 40 behaalde, bereikte alleen de single Rave On na haar vertrek de top 10.
In het voorjaar van 1997 bracht Shaydie een solosingle uit: Always Forever op het Belgische label Antler-Subway. Het nummer was geproduceerd door Svenson en Gielen. Er werd ook een videoclip gemaakt, maar de single flopt.
In hetzelfde jaar werd in Duitsland de single "Snack - Overdose" uitgebracht, waarop Shaydie een korte vocal inzingt ( "Let me be your overdose" ). De videoclip werd opgenomen in New York, waar Shaydie door de straten loopt. De progressive sound werd opgepikt in de Scandinavische landen en haalt de Top 40.
In 2000 maakte Shaydie een undergroundoptreden op het Drum and Bass-label Redrum Recordz. Ze verzorgde een vocal voor de plaat Deformer - Wanna Be (DJ Mack Remix). Ook vertegenwoordigde ze Nederland tijdens de Expo 2000 in Hannover, samen met de rapformatie Redrum Squad. Daarna verdween Shaydie voor het grote publiek uit het zicht.

## Het nabije verleden
In 2006 staat Shaydie weer terug op het podium, als backing vocal van de groep Diva's of Dance, met Anita Doth van 2 Unlimited, Des'ray van 2 Brothers On The 4th Floor, en Linda van T-Spoon.
In 2007 begint Shaydie haar eigen live-act, samen met een MC en twee danseressen. Onder andere stond ze in de Hollywood Music Hall in Rotterdam en de Peppermill in Heerlen. Ook heeft ze opgetreden tijdens Paul's Birthday Party in Outland en zagen we haar terug bij diverse 90's evenementen.
Na de zomer van 2008 zingt Shaydie een oude hit van Dune opnieuw in: "Rainbow to the stars". Oorspronkelijk werd dit nummer ingezongen in 1996 door Verena von Strenge, echter de producer Jens Oettrich besloot om onbekende redenen de stem van Shaydie te gebruiken voor deze remix. Het nummer verscheen op de compilatie "Future Trance vol. 45".
In 2019 werkt Shaydie samen met Deffformer (Deformer en FFF) en verschijnt het nummer "Loose your mind".

## Discografie

### Singles
| Single met eventuele hitnotering(en) in de Nederlandse Top 40 | Datum van verschijnen | Datum van binnenkomst | Hoogste positie | Aantal weken | Opmerkingen |
| ------------------------------------------------------------- | --------------------- | --------------------- | --------------- | ------------ | ----------- |
| Luv U More                                                    | 1995                  | 8-6-1995              | 2               | 11           |             |
| Rainbow in the Sky                                            | 1995                  | 14-9-1995             | 3               | 10           |             |
| Don't Leave Me Alone                                          | 1995                  | 14-12-1995            | 2               | 10           |             |
| The Promised Land                                             | 1996                  | 6-4-1996              | 3               | 10           |             |
| Always Forever                                                | 1997                  |                       | tip             |              |             |